# Кустугулово
Кустугулово (баш. Көстөғол) — деревня в Кармаскалинском районе Республики Башкортостан Российской Федерации. Входит в состав Карламанского сельсовета.

## География

### Географическое положение
Расстояние до:
- районного центра (Кармаскалы): 12 км,
- центра сельсовета (Улукулево): 9 км,
- ближайшей ж/д станции (Сахарозаводская): 3 км.

## История
Деревня была основана в 1816 году и на тот момент состояла из двух дворов с 20 жителями. Название получила по имени первопоселенца Кустугула Исергапова. В документах XIX века встречалось различное название деревни: Кустугулово, Кустигулово, Кучугулово, Кушугулово. К 1834 году население деревни составляло 41 человек, из них 19 мужчин и 22 женщины.
В 1859 году в 9 дворах проживало 55 человек, 27 мужчин и 28 женщин. В 1920 году население Кустугулова составляло 106 человек, 47 мужчин и 59 женщин.
Основными занятиями жителей деревни являлось скотоводство, пчеловодство, земледелие.

## Население
| 2002 | 2009 | 2010 |
| ---- | ---- | ---- |
| 235  | ↘167 | ↗171 |

Население по данным переписи 2010 года составляло 171 человек, из них 86 мужчин и 85 женщин.
Национальный состав
Согласно переписи 2002 года, преобладающая национальность — башкиры (98 %).